# جون كلايتون (عازف جاز)
جون كلايتون (بالإنجليزية: John Clayton)‏ هو عازف جاز أمريكي، ولد في 20 أغسطس 1952 في فينسيا في الولايات المتحدة.

## وصلات خارجية
- الموقع الرسمي
- جون كلايتون على موقع ميوزك برينز (الإنجليزية)
- جون كلايتون على موقع أول ميوزيك (الإنجليزية)
- جون كلايتون على موقع ديسكوغز (الإنجليزية)